# Dapsa palaestinensis
Dapsa palaestinensis es una especie de coleóptero de la familia Endomychidae.

## Distribución geográfica
Habita en Jordania.